# Allée couverte du Grimolet
L'allée couverte du Grimolet est située à Ploufragan dans le département français des Côtes-d'Armor.

## Protection
Le monument fait l’objet d’un classement au titre des monuments historiques depuis le 15 octobre 1952.

## Description
L'allée couverte est orientée est-ouest. Elle mesure 14 m de longueur, plus étroite à l'ouest qu'à l'est. Elle était probablement fermée aux deux extrémités. Elle ne comporte plus que deux tables de couverture en place. Toutes les dalles sont en dolérite.
A 9,30 m à l'est, un menhir indicateur lui est associé. Il mesure 1,90 m de hauteur pour 1,30 m de largeur et 0,80 m d'épaisseur. Le bloc cassé situé entre le menhir et l'allée a été antérieurement considéré comme un deuxième menhir mais il s'agit plus probablement d'une table de couverture renversée.
Le monument a été fouillé en 1842 et en 1942. La dernière fouille a livré trois haches polies, un silex taillé et un tesson de poterie.